# Ерёмино (Кемеровская область)
Ерёмино — деревня в Промышленновском районе Кемеровской области. Входит в состав Тарабаринского сельского поселения.

## География
Центральная часть населённого пункта расположена на высоте 159 м над уровнем моря.

## Население
| 2010 |
| ---- |
| 460  |

### Половой состав
По данным Всероссийской переписи населения 2010 года, в деревне Ерёмино проживало 460 человек (215 мужчин, 245 женщин).